# Achadas da Cruz
Achadas da Cruz este o arie protejată (arie specială de conservare — SAC, sit de importanță comunitară — SCI) din Portugalia întinsă pe o suprafață de 184,91 ha, integral pe uscat.

## Localizare
Centrul sitului Achadas da Cruz este situat la coordonatele 32°50′39″N 17°12′44″W / 32.8441°N 17.2122°V.

## Înființare
Situl Achadas da Cruz a fost declarat sit de importanță comunitară în iunie 1995 pentru a proteja 5 specii de plante și 23 de specii de animale. Situl a fost protejat și ca arie specială de conservare în iulie 2009.

## Biodiversitate
Situată în ecoregiunea , aria protejată conține 2 habitate naturale: Faleze cu floră endemică de pe coastele macaroneziene, Tufărișuri termo-mediteraneene și de pre-deșert.
La baza desemnării sitului se află mai multe specii protejate:
- plante (5): Calendula maderensis, Marcetella maderensis, Maytenus umbellata, Musschia aurea, scilla madeirensis (Scilla maderensis)
- păsări (23): uliu păsărar (Accipiter nisus granti), Alectoris rufa, Apus unicolor, șorecarul comun (Buteo buteo), Calonectris diomedea, cânepar (Carduelis cannabina), sticlete (Carduelis carduelis), scatiu (Carduelis spinus), florinte (Chloris chloris), porumbel (Columba livia), Columba trocaz, măcăleandru (Erithacus rubecula), vânturel roșu (Falco tinnunculus), cinteză (Fringilla coelebs), Larus michahellis, codobatură de munte (Motacilla cinerea), Oceanodroma castro, Puffinus puffinus, Regulus madeirensis, Serinus canaria, silvie cu cap negru (Sylvia atricapilla), Sylvia conspicillata, mierlă (Turdus merula)

Pe lângă speciile protejate, pe teritoriul sitului au mai fost identificate 26 de specii de plante, 11 specii de nevertebrate, 1 specie de reptile.